# سگ پارینه‌سنگی

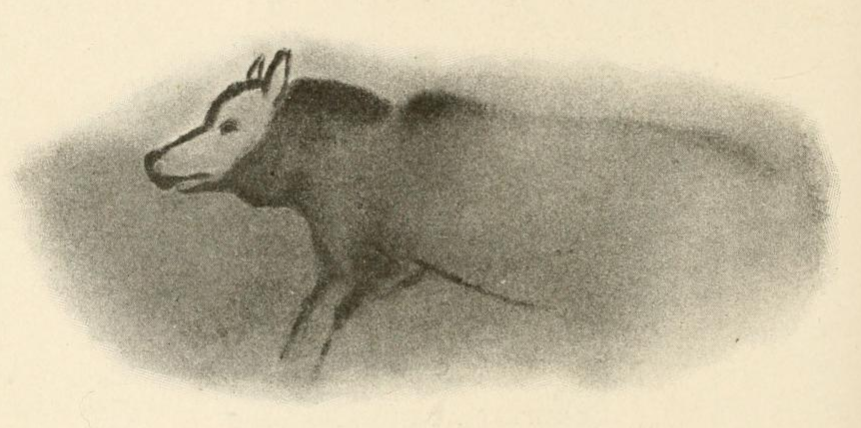
ردیابی چند رنگی ساخته شده توسط باستان‌شناس آبه بریل از نقاشی غار (غارنگاره) سگ یا سگ گرگ-مانند کشف شده در غار Font-de-Gaume، دوردونی، فرانسه مربوط به ۱۷۰۰۰ سال پیش.

سگ پارینه‌سنگی (انگلیسی: Paleolithic dog)، کشف بقایای آن از چندین سایت باستان‌شناسی اروپایی که قدمت آنها به بیش از ۳۰۰۰۰ سال پیش می‌رسد گزارش شده است. وضعیت آنها به عنوان اهلی شده بسیار بحث‌برانگیز است، به طوری که برخی از نویسندگان پیشنهاد می‌کنند که آنها اجداد سگ خانگی یا یک جمعیت گرگ منقرض‌شده، از نظر ریخت‌شناختی و واگرایی ژنتیک باشند.

## انسان مدرن و اتحاد با سگ
پت شیپمن استدلال می‌کند که اهلی‌شدن سگ در زمان شکار به انسان‌های مدرن مزیت داده است. شواهد نشان می‌دهد که قدیمی‌ترین بقایای سگ‌های اهلی در بلژیک (۳۱٬۷۰۰ پیش از امروز) و در سیبری (۳۳٬۰۰۰ پیش از امروز) پیدا شده است. بررسی مکان‌های اولیه انسان‌های مدرن و نئاندرتال‌ها با بقایای جانوران در سراسر اسپانیا، پرتغال و فرانسه نمای کلی از آنچه انسان‌های مدرن و نئاندرتال‌ها می‌خوردند، ارائه کرد. در طول زمان خرگوش‌ها بیشتر شدند، در حالی که پستاندارانهای بزرگ — که عمدتاً توسط نئاندرتال‌ها خورده می‌شدند — به‌طور فزاینده‌ای نادر شدند. در سال ۲۰۱۳، آزمایش دی‌ان‌ای بر روی سگ آلتای، بقایای سگ سگ پارینه‌سنگی که از غار رازبوئینچیا (رشته‌کوه آلتای) کشف شد، این سگ ۳۳٬۰۰۰ ساله را با نسل کنونی سگ مرتبط می‌کند.